# Paris Saint-Germain Football Club 2009-2010
Questa voce raccoglie le informazioni riguardanti il Paris Saint-Germain Football Club nelle competizioni ufficiali della stagione 2009-2010.

## Maglie e sponsor
Nella stagione 2009-2010 viene usata una maglia blu con righe rosse molto sottili, come maglia interna, mentre per le gare esterne viene utilizzata una divisa con maglia bianca, calzoncini rossi e calzettoni bianchi. Lo sponsor tecnico è Nike, in uso dal 1989, mentre quello ufficiale è Fly Emirates.
| Casa | Trasferta |

## Rosa
| N. |                    | Ruolo | Calciatore         |
| -- | ------------------ | ----- | ------------------ |
| 1  | Francia (bandiera) | P     | Grégory Coupet     |
| 2  | Brasile (bandiera) | D     | Ceará              |
| 3  | Francia (bandiera) | D     | Mamadou Sakho      |
| 4  | Francia (bandiera) | C     | Claude Makélélé    |
| 7  | Francia (bandiera) | A     | Ludovic Giuly      |
| 8  | Francia (bandiera) | A     | Péguy Luyindula    |
| 9  | Francia (bandiera) | A     | Guillaume Hoarau   |
| 10 | Benin (bandiera)   | C     | Stéphane Sessègnon |
| 11 | Turchia (bandiera) | A     | Mevlüt Erdinç      |
| 13 | Mali (bandiera)    | D     | Sammy Traoré       |
| 15 | Francia (bandiera) | D     | Zoumana Camara     |

| N. |                               | Ruolo | Calciatore         |
| -- | ----------------------------- | ----- | ------------------ |
| 16 | Francia (bandiera)            | P     | Alphonse Areola    |
| 17 | Congo-Léopoldville (bandiera) | C     | Granddi N'Goyi     |
| 20 | Francia (bandiera)            | C     | Clément Chantôme   |
| 21 | Francia (bandiera)            | A     | Jean-Eudes Maurice |
| 22 | Francia (bandiera)            | D     | Sylvain Armand     |
| 23 | Francia (bandiera)            | C     | Jérémy Clément     |
| 24 | Francia (bandiera)            | D     | Tripy Makonda      |
| 26 | Francia (bandiera)            | D     | Christophe Jallet  |
| 27 | Francia (bandiera)            | C     | Younousse Sankharé |
| 30 | Armenia (bandiera)            | P     | Apoula Edel        |

## Calciomercato
| Acquisti | Acquisti          | Acquisti        | Acquisti               |
| R.       | Nome              | da              | Modalità               |
| -------- | ----------------- | --------------- | ---------------------- |
| P        | Grégory Coupet    | Atlético Madrid | definitivo (1 mln €)   |
| A        | Mevlüt Erdinç     | Sochaux         | definitivo (9 mln €)   |
| D        | Christophe Jallet | Lorient         | definitivo (2,5 mln €) |
| C        | Albert Baning     | Grenoble        | fine prestito          |

| Cessioni | Cessioni                | Cessioni        | Cessioni               |
| R.       | Nome                    | a               | Modalità               |
| -------- | ----------------------- | --------------- | ---------------------- |
| P        | Stéphane Véron          | -               | rescissione            |
| C        | Willamis de Souza Silva | Grêmio          | definitivo (2 mln €)   |
| C        | Mickaël Landreau        | Lilla           | definitivo (1,6 mln €) |
| D        | Larrys Mabiala          | Nizza           | definitivo             |
| A        | Éverton Santos          | Albirex Niigata | prestito               |
| C        | Jérôme Rothen           | Rangers         | prestito               |